# ارکیده‌ای

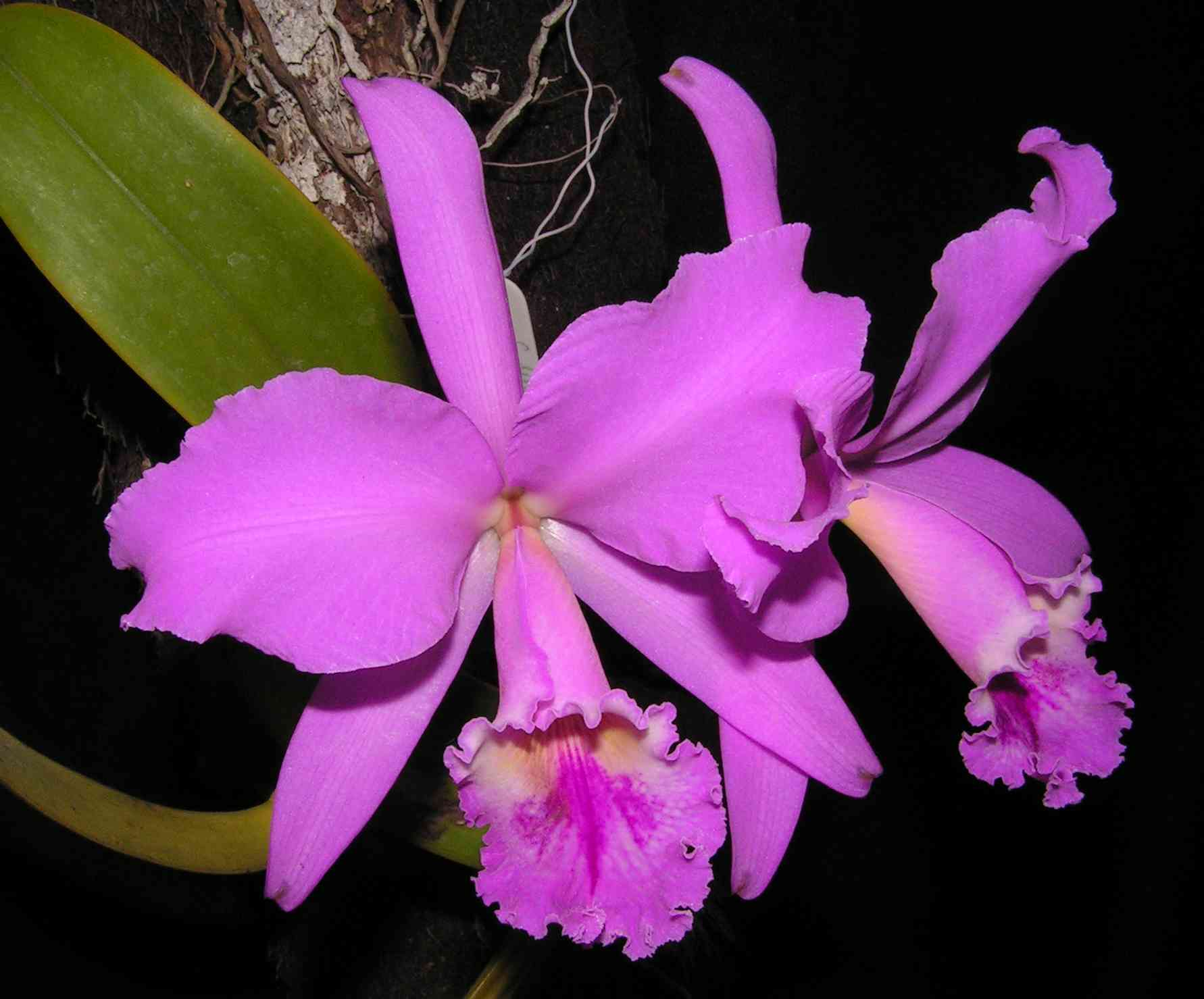
گل الوان قرمز

ارکیده‌ای یک رنگ ارغوانی پررنگ است که شبیه رنگی است که ارکیده‌های مختلف اغلب از خود نشان می‌دهند.
رنگ‌های مختلف ارکیده‌ای ممکن است از بنفش مایل به خاکستری تا صورتی مایل به ارغوانی تا بنفش مایل به سرخ تند باشد.
نخستین استفاده ثبت‌شده از رنگ ارغوانی روشن به عنوان یک نام رنگ در زبان انگلیسی در سال ۱۹۱۵ بود.

## گوناگونی ارکیده‌ای
- ارکیده صورتی
- ارکیده وحشی
- ارکیده تیره